# مارك ليال غرانت
مارك ليال غرانت (بالإنجليزية: Mark Lyall Grant)‏ هو دبلوماسي ومحامي بريطاني، ولد في 29 مايو 1956 في المملكة المتحدة.